# Clelia

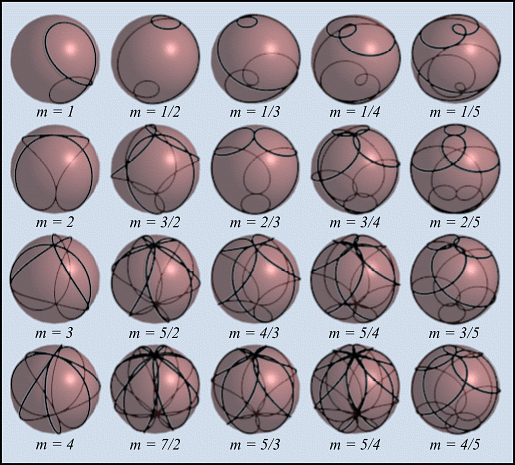
Alguns exemples de la corba

En matemàtiques, una corba Clelia és una corba parametritzada per
{\displaystyle x=a\sin(m\theta )\cos(\theta )}
{\displaystyle y=a\sin(m\theta )\sin(\theta )}
{\displaystyle z=a\cos(m\theta )}
on {\displaystyle a} és el radi de l'esfera i {\displaystyle m\in \mathbb {R} }.
Una corba d'aquest tipus és limitada a la superfície d'una esfera de radi {\displaystyle a}, fet que és obvi a partir de les equacions paramètriques de la superfície d'una esfera. Quan {\displaystyle m=1}, és una corba de Viviani.
La corba es va anomenar així per Luigi Guido Grandi en honor de Clelia Borromeo.